# Coos County (Oregon)
Coos County ist ein County im Bundesstaat Oregon der Vereinigten Staaten. Das U.S. Census Bureau hat bei der Volkszählung 2020 eine Einwohnerzahl von 64.929 ermittelt. Der Sitz der Countyverwaltung (County Seat) befindet sich in Coquille.

## Geographie
Das County hat eine Fläche von 4678 Quadratkilometern; davon sind 553 Quadratkilometer (11,4 Prozent) Wasserfläche.

## Geschichte
Das County wurde am 22. Dezember 1853 gegründet und ist nach den Coos-Indianern benannt.
52 Bauwerke und Stätten des Countys sind im National Register of Historic Places (NRHP) eingetragen (Stand 8. Juni 2018).

## Demografische Daten
Die Ureinwohner der Region waren die Coquille, ein zu den Athabasken gehörendes Volk von Jägern und Sammlern, die das Land nach Auseinandersetzungen mit Siedlern 1851–1855 an die Regierung übergaben, ohne jedoch vom Kongress andere dauerhafte Siedlungsplätze als Ausgleich dafür zu erhalten. Der Stamm, von dem ca. 200 Mitglieder in einem Reservat an der Coos Bay überlebten, wurde 1954 zwangsweise aufgelöst und erst 1989 in seiner Identität wieder anerkannt. Etwa 350 von heute 1000 Mitgliedern des Volkes leben in Coos County.

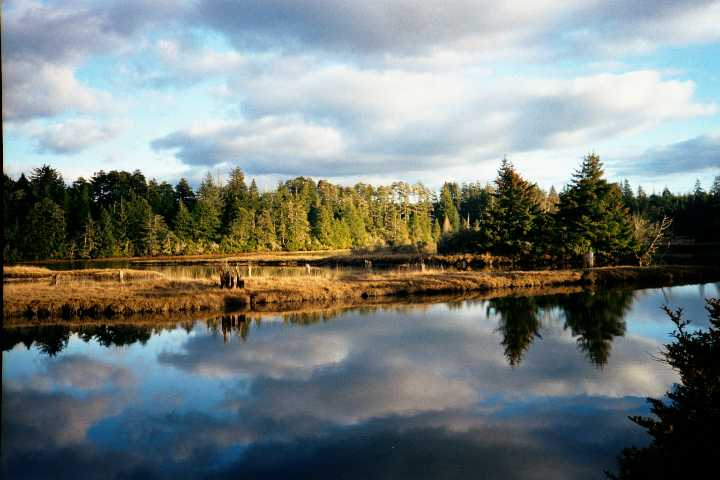
Das South Slough National Estuarine Research Reserve

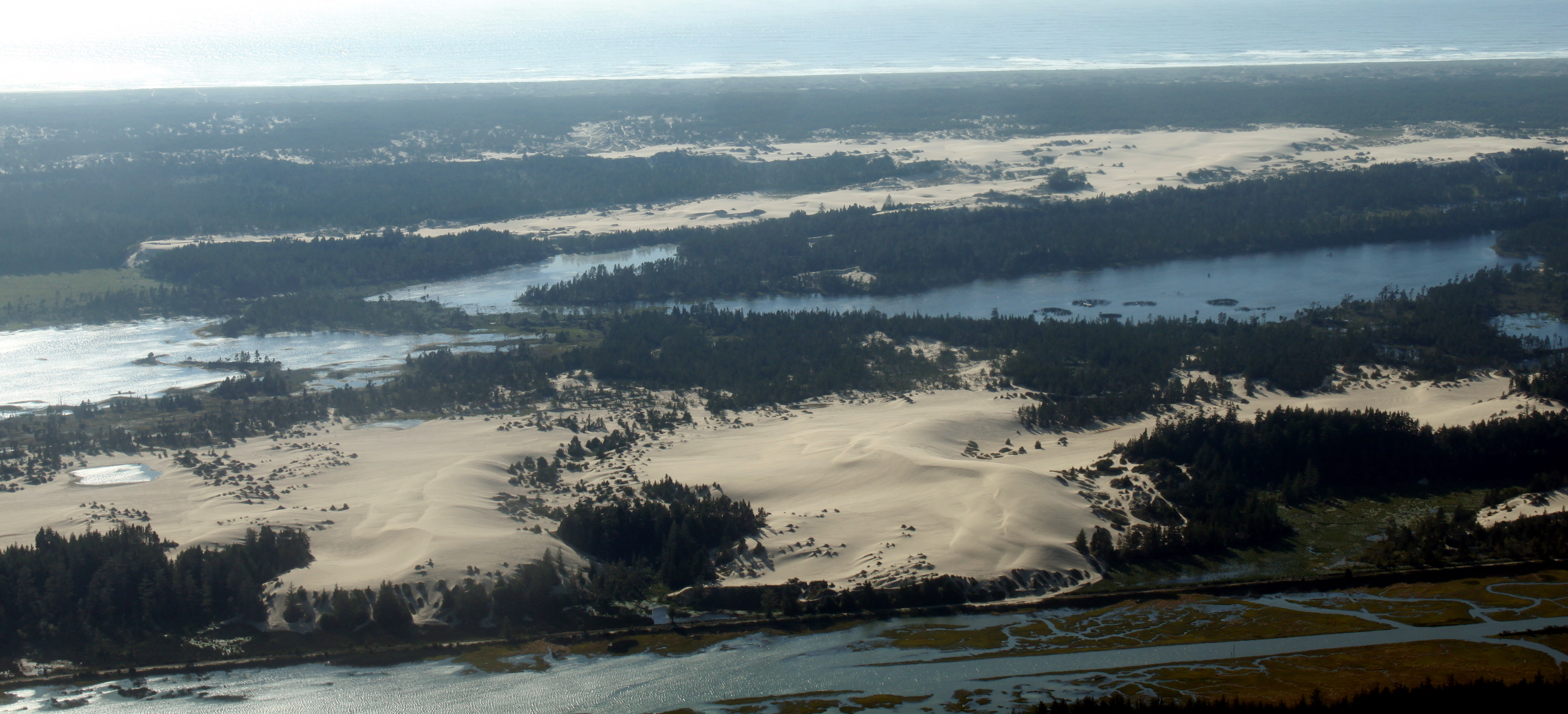
Sanddünen nahe Coos Bay

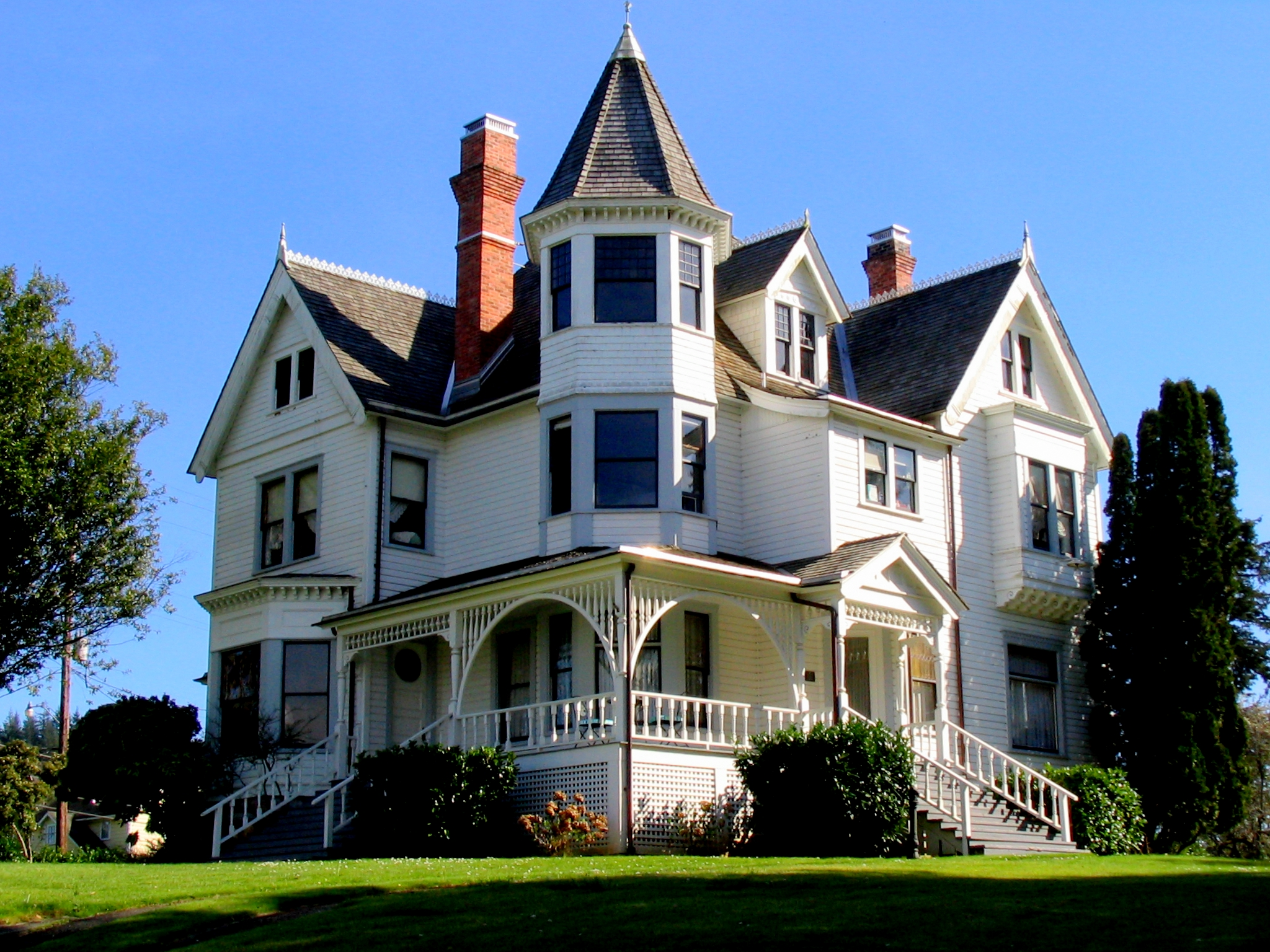
Das A. J. Sherwood House, gelistet im NRHP mit der Nr. 92001314

Nach der Volkszählung im Jahr 2000 lebten im County 62.779 Menschen. Es gab 26.213 Haushalte und 17.457 Familien. Die Bevölkerungsdichte betrug 15 Einwohner pro Quadratkilometer. Ethnisch betrachtet setzte sich die Bevölkerung zusammen aus 91,97 % Weißen, 0,31 % Afroamerikanern, 2,41 % amerikanischen Ureinwohnern, 0,90 % Asiaten, 0,17 % Bewohnern aus dem pazifischen Inselraum und 1,06 % Prozent aus anderen ethnischen Gruppen; 3,17 % stammten von zwei oder mehr ethnischen Gruppen ab. 3,40 % der Bevölkerung waren spanischer oder lateinamerikanischer Abstammung.
Von den 26.213 Haushalten hatten 26,00 % Kinder und Jugendliche unter 18 Jahre, die bei ihnen lebten. 52,90 % waren verheiratete, zusammenlebende Paare, 9,90 % waren allein erziehende Mütter. 33,40 % waren keine Familien. 27,20 % waren Singlehaushalte und in 12,30 % lebten Menschen im Alter von 65 Jahren oder darüber. Die Durchschnittshaushaltsgröße betrug 2,34 und die durchschnittliche Familiengröße lag bei 2,8 Personen.
Auf das gesamte County bezogen setzte sich die Bevölkerung zusammen aus 21,90 % Einwohnern unter 18 Jahren, 7,10 % zwischen 18 und 24 Jahren, 24,00 % zwischen 25 und 44 Jahren, 27,80 % zwischen 45 und 64 Jahren und 19,10 % waren 65 Jahre alt oder darüber. Das Durchschnittsalter betrug 43 Jahre. Auf 100 weibliche Personen kamen 96,10 männliche Personen, auf 100 Frauen im Alter ab 18 Jahren kamen statistisch 93,90 Männer.
Das jährliche Durchschnittseinkommen eines Haushalts betrug 31.542 USD, das Durchschnittseinkommen der Familien betrug 38.040 USD. Männer hatten ein Durchschnittseinkommen von 32.509 USD, Frauen 22.519 USD. Das Prokopfeinkommen betrug 17.547 USD. 15,00 % der Bevölkerung und 11,10 % der Familien lebten unterhalb der Armutsgrenze. 19,90 % davon waren unter 18 Jahre und 9,40 % waren 65 Jahre oder älter.

## Wirtschaft
Ein wichtiger traditioneller Wirtschaftszweig ist die Holzgewinnung. Die kanadische Energie- und Pipelinebetreibergesellschaft Veresen (heute Pembina Pipeline) plante in Coos Bay ein großes Gas-Verflüssigungsterminal für Erdgas aus den Rocky Mountains, das von hier nach Asien verschifft werden soll. Gegen dieses Jordan Cove Energy Project gab es jahrelang örtlichen Widerstand. wobei die Pipelinebetreiber örtliche Behörden finanziell zu beeinflussen versuchten. Das Projekt wurde im Dezember 2021 aufgegeben.